# Chammurapi
Chammurapi (též Chammurabi) byl šestý král starobabylonské říše ze Sumu-abumovy I. amoritské dynastie, který vládl v letech 1792–1750 př. n. l. Proslul především jako zákonodárce – vydal tzv. Chammurapiho zákoník. 
Chammurapi byl jedním z nejschopnějších válečníků, diplomatů a organizátorů své doby. Svou osobní moc zaštiťoval poukazy na vůli nejmocnějšího babylonského boha Marduka, odpor vůči němu znamenal pro každého tvrdý trest, tímto ovšem odstranil veškeré mocenské spory mezi kněžími a panovníkem. Jako absolutní vládce osobně rozhodoval běžné záležitosti státu, což dokládá bohatá korespondence s různými hodnostáři i stéla se zákony. Nejdůležitějším výkonem Chammurapiho byla reforma soudnictví a výstavba centrálně organizované správy. Král Chammurapi proslul vydáním zákoníku, který byl ještě nedávno považován za nejstarší na světě. Kodex obsahuje 282 ustanovení ke všem otázkám veřejného i soukromého života.
Amoritské jméno Chammurapi se vykládá jako „(Bůh) Chammu uzdravuje“, dříve také jako „(Bůh) Chammu je veliký“.

## Život a vláda

Mapa Mezopotámie na začátku a konci Chammurapiho vlády

Chammurapi se narodil kolem roku 1810 př. n. l. v Babylóně. Jeho otcem byl starobabylonský král Sin-Muballit, potomek amoritského náčelníka Sumu-abuma, jenž založil první babylonskou dynastii. Chammurapi na trůn nastoupil pravděpodobně v roce 1792 po abdikaci svého otce. Zpočátku byl jen jedním z mnoha amorejských městských králů, kteří ovládali mezopotámskou nížinu a vedli zde chronické války o úrodnou půdu. Chammurapiho otci Sin-Muballitovi se podařilo babylónské území rozšířit o města Borsippu, Kiš a Sippar. Na počátku 18. století př. n. l. Babylonské državy obklopovala jak velká království Asýrie a Elamu, tak mocné městské státy Isin, Ešnunna a Larsa. Elamité menší mezopotámská města často terorizovala, Babylón nevyjímaje.

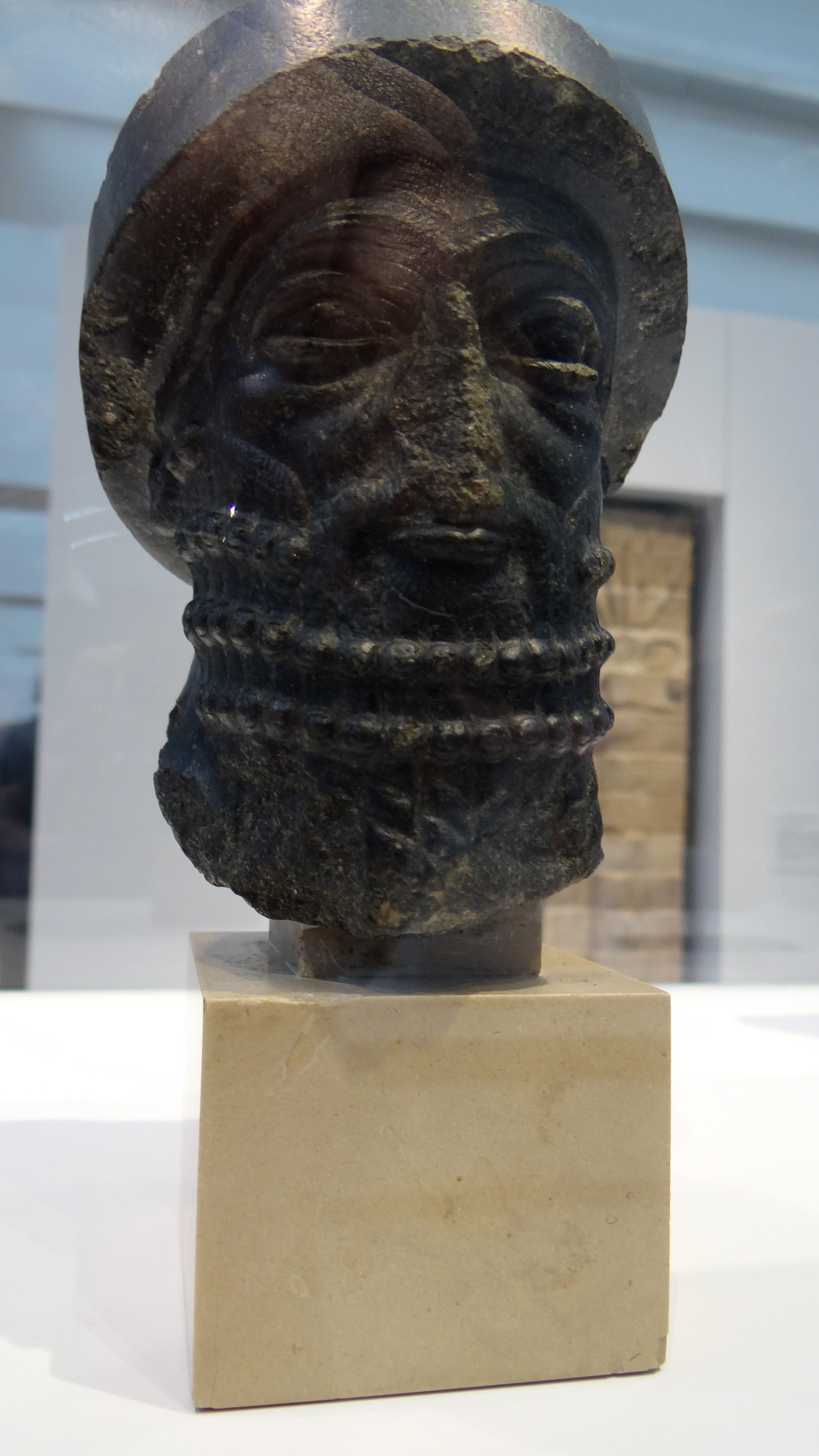
Chammurapiho busta

První roky Chammurapiho vlády byly relativně klidné. Chammurapi se tehdy věnoval konsolidaci své vlády – zesiloval babylónské opevnění, vylepšoval zavlažování polí a stavěl opulentní chrámy. Podle německého historika Horsta Klengela je pravděpodobné, že na počátku své vlády podléhal asyrskému králi Šamši-Adadovi I. Oba panovníci v každém případě udržovali velmi úzké vztahy. Poté, co Šamši-Adad I. přibližně roku 1780 zemřel, Chammurapi se spřátelil se Zimri-Limem, králem z Mari, a Jarim-Limem I., pánem Jamhadu. Tato trojkoalice byla určena primárně pro boj s novým asyrským králem Išme-Dagánem I., synem Šamši-Adada.
Roku 1787 př. n. l. Chammurapi na larském králi Rím-Sínovi vydobyl města Isin a Uruk. V roce 1763 př. n. l. do Mezopotámie vpadli Elamité, kteří Babylón odřízli od obchodních stezek a rozvrátili městský stát Ešnunna. Aby upevnili svou pozici, pokusili se mezi Chammurapim a státem Larsou vyvolat válku. Chammurapi však prohlédl jejich záměr, s Larsou se spojil a Elamity porazil a vyhnal. Opanoval přitom Nippur a Lagaš. Larský král Rím-Sín k porážce Elamitů ale příliš nepřispěl, což Chammurapi využil jako záminku proto, aby záhy dobyl i Larsu. Tím ovládl prakticky celou jižní Mezopotámii.

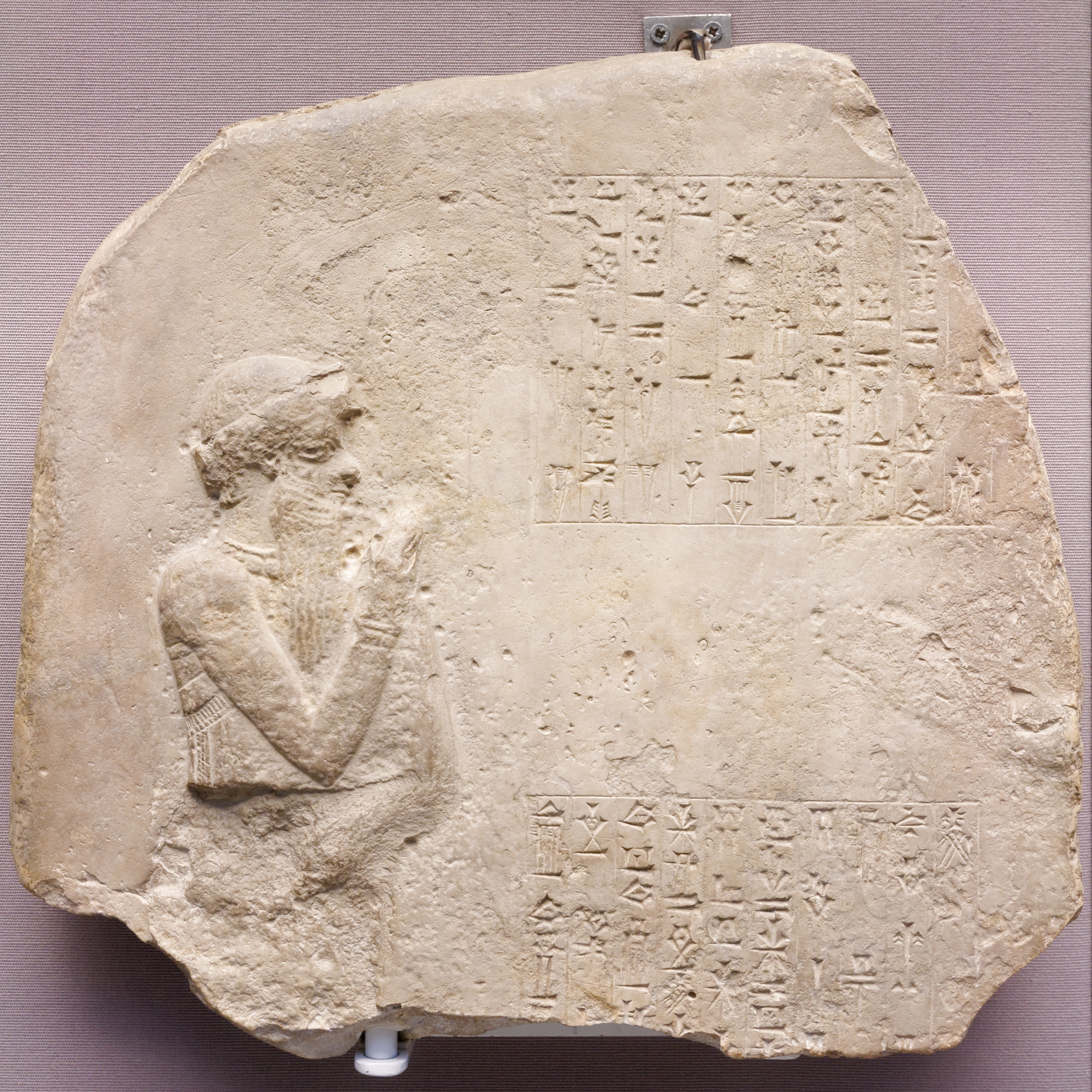
Vápencová stéla znázorňující krále Chammurapiho

Následně Chammurapi obrátil pozornost k severní části své říše, kde při jeho výbojích na jih vypukly nepokoje. Poté, co je potlačil, podrobil si Ešnunnu, rozdrtil gutejská vojska a vyhlásil válku svému bývalému spojenci Zimri-Limovi z Mari. Zřejmě totiž zatoužil po obrovském bohatství, které bylo v Mari uloženo. V roce 1761 na Mari rychle udeřil a takřka bez boje ji pokořil. Vzápětí vstoupil do zdlouhavé války s asyrským Išme-Dagánem I., jež skončila asyrskou kapitulací. Išme-Dagán byl donucen uznat Chammurapiho svrchovanost. Psal se rok 1755 a Chammurapi se stal vládcem celé Mezopotámie. Nezávislost si mimo okleštěné Asýrie, která ale musela Chammurapimu vzdávat hold, zachovala pouze syrská města Jamhad a Katna. Na stéle nalezené v Diyarbakıru se Chammurapi tituloval dokonce jako „král Amorejců“.
Chammurapi zcela nově organizoval státní správu – vytvořil byrokratický aparát s kvalifikovanými úředníky a do čela provincií starobabylonské říše postavil místodržící, kteří dbali na hospodářství, vojenství, soudnictví i administrativu. Chammurapi je pověřoval také například stavbou zavlažovacích kanálů. O činnosti babylónských místodržících badatele dobře informuje dochovaná korespondence mezi Chammurapim a místodržícím v Larse. Místodržící měl na starosti především správné přerozdělování královského majetku a naopak dovoz důležitých surovin do centra říše. Svými reformami Chammurapi dovršil spojení kočovných Amoritů s pokročilou civilizací a kulturou obyvatelstva ve městech.
O Chammurapiho vládě mají badatelé informace zejména z jeho 55 dopisů, které se dochovaly. V roce 1750 Chammurapi skonal a předal otěže vlády svému synovi Samsu-Ilunovi, pod jehož vládou se babylónské impérium ale začalo rychle rozpadat.

## Zákoník

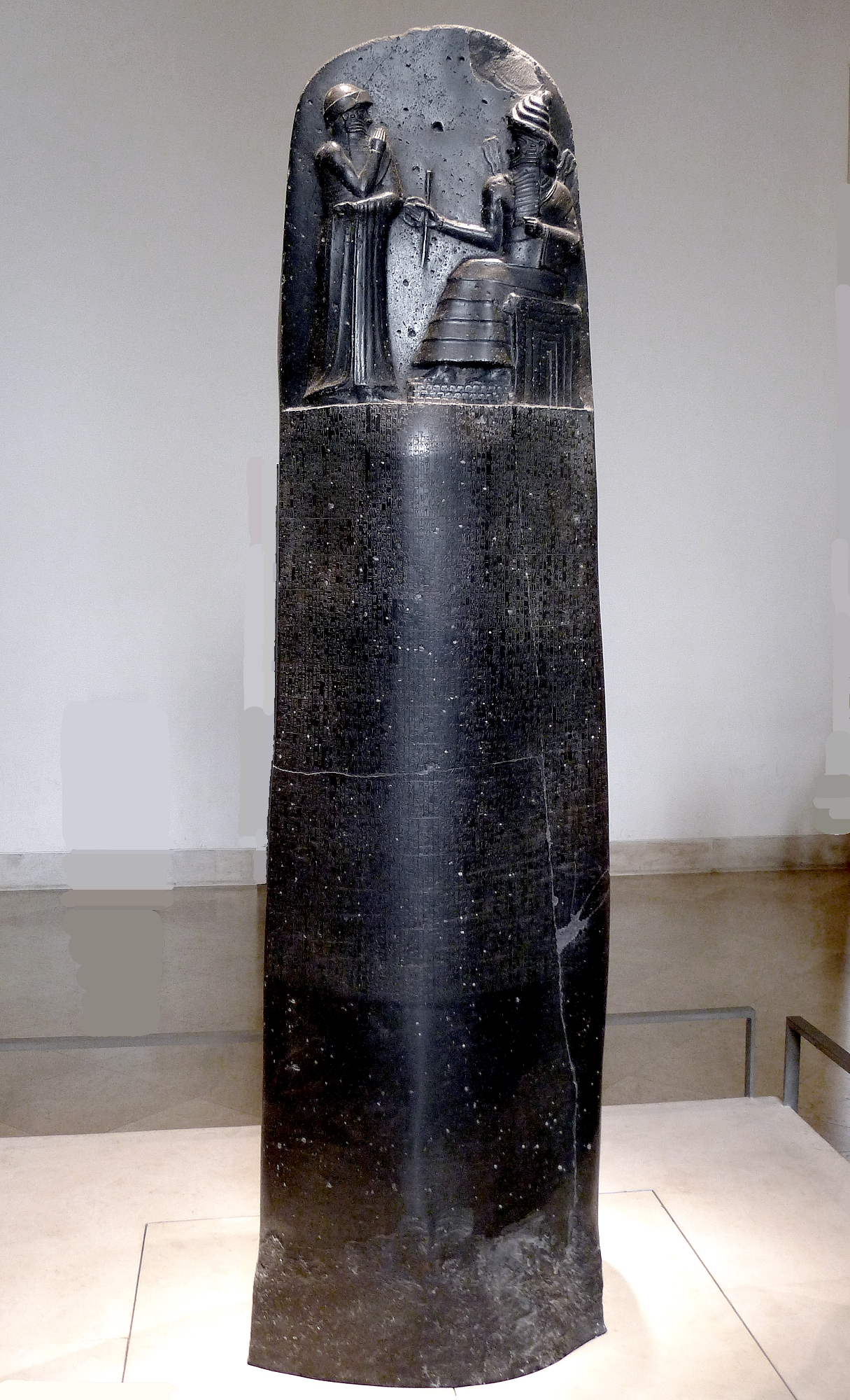
Stéla s Chammurapiho zákoníkem

Chammurapiho zákoník není nejstarším dochovaným zákoníkem, starší je ještě zákoník Lipit-Ištara z Isinu, Urnamma z Uru a z Ešnuny. Chmmurapiho kodex oproti těmto zákoníkům nicméně vykazuje velké rozdíly a obecně byl mnohem vlivnější.
Chammurapiho zákoník byl zaznamenán na stéle a umístěn na veřejně přístupném místě, aby byl k vidění všem obyvatelům Babylónu, ačkoli se předpokládá, že většina z nich nebyla gramotná. Po Chammurapiho smrti stélu při vyplenění Babylónu odcizili Elamité, kteří ji odnesli do svého hlavního města Sús, kde byl v roce 1901 znovuobjeven archeology. Nyní je uložen v Louvru v Paříži. Obsahuje celkem 282 zákonů ke všem otázkám veřejného i soukromého života (majetku, obchodování, cenám, půjčkám, mzdám, zločinům, rozdělení společnosti na jednotlivé vrstvy i rodinným záležitostem) a na rozdíl od dřívějších zákoníků je napsán v akkadštině, rodným jazykem Babylóňanů. Zatímco starší zákoníky se zaměřovaly na odškodnění oběti trestného činu, Chammurapiho zákoník se soustředí na fyzické potrestání pachatele. Každý přestupek je podroben určitému trestu, které lze podle moderních standardů pokládat za velmi tvrdé. Mezi tresty patřila mimo jiné smrt nebo zmrzačení. Zákoník se řídí pravidlem „Oko za oko, zub za zub“ (Lex talionis). Současně se v něm však nachází jeden z prvních příkladů presumpce neviny. Žalobce a obžalovaný svá tvrzení museli dokládat důkazy. Kodex pro obviněného neustanovoval žádné potenciální polehčující okolnosti.
| „                                | Ukřivděný, jenž se dostal do sporu, nechť přijde před mou sochu „Krále spravedlnosti“, nechť si dá přečíst slova vyryté na mé stéle, nechť vyslechne má vzácná slova, nechť moje stéla osvětlí mu jeho případ, nechť najde rozhodnutí, nechť dá svému srdci oddychnout, nechť řekne „Chammurapi, zajisté, pán, jenž jako vlastní otec jest k lidem, jemuž záleželo na slově Mardukově, jeho pána, pro Marduka zajistil vítězství nahoře i dole, potěšil srdce Marduka, svého pána, provždy zajistil blahobyt lidu a zemi po právu vládl,“ nechť z plna srdce vzdává mně díky před Mardukem, mým pánem, a Sarpanitou, mou paní. | “ |
| — Úryvek z Chammurapiho zákoníku | |   |